# Never Too Far
«Never Too Far» (en español «Nunca Demasiado Lejos») es una canción escrita y producida por la cantante estadounidense Mariah Carey y los productores Jimmy Jam and Terry Lewis para su décimo álbum Glitter (2001). El protagonista indica que si bien la distancia física puede separarla de su enamorado, el amor que comparten nunca será demasiado lejano.

## Lanzamiento
«Never Too Far» se lanzó cómo segundo sencillo del álbum, en septiembre del 2001. Fue el primer sencillo de Carey que se lanzó sólo en las radios en Estados Unidos desde que en 1998 la revista Billboard cambió sus reglas y comenzó a dejar entrar en el Hot 100 a cualquier canción aunque no fuera lanzada en formato físico.
El sencillo fracasó en la mayoría de los mercados. En Estados Unidos se convirtió en el primer sencillo de Carey que no entraba en el Billboard Hot 100 aunque alcanzó el número cinco en el Bubbling Under Hot 100 Singles chart (una extensión del Hot 100) lo que equivale al ciento cinco.
En el resto del mundo tenía la mínima repercusión. Alcanzó el top cuarenta en el Reino Unido y en Australia y en la mayoría de los países de Europa no superó el top cincuenta.
A pesar de esto, el sencillo era un gran éxito en Brasil, llegando al número uno.
En Asia tuvo una acogida moderada. En las Filipinas alcanzó el número uno después de un mes de su lanzamiento oficial.

## Remezclas y nuevas versiones
No se hizo ninguna mezcla de la canción, sólo se creó una versión Radio Edit (editada para la radio) que suprime toda la larga introducción. 
Posteriormente se gravó "Never Too Far/Hero Medley", un medley que combina la primera estrofa de "Never Too Far" con la primera estrofa y el estribillo de su éxito "Hero" (1993). Esta versión se lanzó en Estados Unidos y logró entrar al Billboard Hot 100 en el número 81.

## Vídeo musical
No se pudo filmar un vídeo para la canción debido a que Carey se recuperaba de una crisis física y emocional. En lugar de ello se utilizó una escena de la película Glitter, donde Billie Frank (personaje que interpreta Carey) canta la canción en el Madison Square Garden en su primer concierto. 

## Posicionamiento
| Lista (2001)                                      | Posición alcanzada | N.º 1 |
| ------------------------------------------------- | ------------------ | ----- |
| EE. UU., Billboard Bubbling Under Hot 100 Singles | 5                  | —     |
| EE. UU., Billboard Adult Contemporary             | 17                 | —     |
| EE. UU., ARC Weekly Top 40                        | 14                 | —     |
| Brasil                                            | 1 (1 semana)       | 5.º   |
| Italia                                            | 22                 | —     |
| España, Cadena 100                                | 22                 | —     |
| Reino Unido, Top 75 Singles 1                     | 32                 | —     |
| Australia, Top 100 Singles 1                      | 36                 | —     |
| Suecia                                            | 56                 | —     |
| Suiza                                             | 65                 | —     |
| Países Bajos, Mega Top 100                        | 67                 | —     |
| Alemania,                                         | 97                 | —     |

1 "Never Too Far"/"Don't Stop (Funkin' 4 Jamaica)".
- Datos: Q927841